# Чезанезе дел Пильо
Чезанезе дел Пильо (на италиански: Cesanese del Piglio) е червено вино с марка за качество DOC, отговарящо на съответните условия и изисквания, определени от италианските нормативи за неговото производство.
Виното се прави от грозде сорт Чезанезе с добавка общо на не повече от 10% други сортове: Санджовезе, Монтепулчано, Барбера, Требиано Тоскано, Отонезе. Сортът грозде Чезанезе е споменат още в римско време от Плиний Младши, когато говори за голямото количество вино произведено в Арича, градче намиращо се в района на Кастели Романи.
Цялата дейност по производството на виното трябва да бъде извършена на територията на Арчинацо Романо, Афиле, Роиате, Олевано Романо, Дженацано в провинцията на Рим и на Пилио, Палиано, Акуто и Анани в провинцията на Фрозиноне